# Vandeuil
Vandeuil ist eine französische Gemeinde mit 176 Einwohnern (Stand: 1. Januar 2022) im Département Marne in der Region Grand Est (vor 2016 Champagne-Ardenne). Sie gehört zum Arrondissement Reims und zum Kanton Fismes-Montagne de Reims.

## Geographie
Vandeuil liegt etwa 26 Kilometer westnordwestlich von Reims.
Nachbargemeinden von Vandeuil sind Breuil-sur-Vesle im Norden und Nordwesten, Montigny-sur-Vesle im Norden und Nordosten, Jonchery-sur-Vesle im Osten und Nordosten, Branscourt im Osten und Südosten, Savigny-sur-Ardres im Süden sowie Hourges im Westen.

## Bevölkerungsentwicklung
| Jahr                       | 1962 | 1968 | 1975 | 1982 | 1990 | 1999 | 2006 | 2018 |
| Einwohner                  | 125  | 149  | 144  | 187  | 188  | 212  | 200  | 183  |
| Quellen: Cassini und INSEE |      |      |      |      |      |      |      |      |

## Sehenswürdigkeiten
- Kirche Saint-Thimothée-et-Saint-Apollinaire

## Weblinks

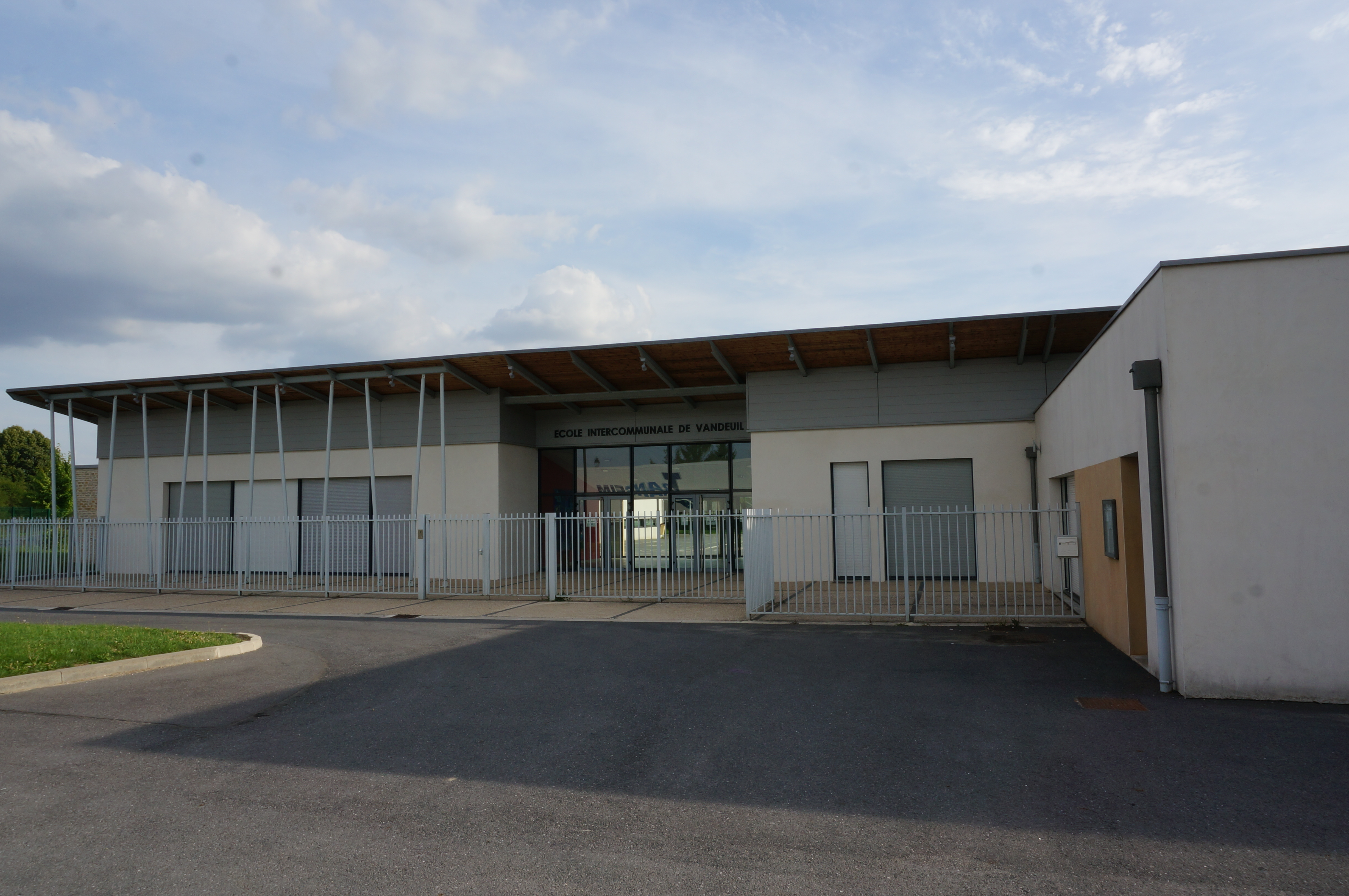
Schule Vandeuil